# Peter Köhncke
Peter Köhncke (* 29. April 1935 in Schwerin) ist ein deutscher Schauspieler.
Köhncke war ab 1957 an vielen Bühnen der DDR tätig, darunter in Eisleben, Bautzen, Altenburg und Greifswald. Anschließend arbeitete er freischaffend. Sein Fernsehdebüt gab er 1964 als Graf von Stauffenberg in dem Fernsehspiel Das Attentat. In dem Kinofilm Der Dritte spielte er neben Jutta Hoffmann den Dozenten Bachmann.
Der alleinerziehende Witwer stellte 1989 einen Ausreiseantrag und nahm nach seiner Übersiedlung aus der DDR in die Bundesrepublik zunächst ein Engagement am Ernst-Deutsch-Theater an, das er aufgrund von Vorwürfen, er sei Mitarbeiter der Ministeriums für Staatssicherheit (MfS) der DDR gewesen, schnell wieder verlor. Seitdem erhielt er keine weiteren Engagements als Schauspieler. Laut Angaben der „Birthler-Behörde“ wurden in den Akten keine Hinweise auf eine Zusammenarbeit mit dem MfS gefunden.

## Filmografie
- 1964: Revolution am Telefon – Eine Dokumentation zum 20. Juli
- 1971: Rottenknechte (Fernsehfilm)
- 1971: Kriminalfälle ohne Beispiel – Tod eines Millionärs (Fernseh-Dreiteiler)
- 1971: Der kleine und der große Klaus
- 1972: Kriminalfälle ohne Beispiel – Der Fall Brühne/Fehrenbach (Fernsehfilm)
- 1972: Der Dritte
- 1972: Der Adjutant (Fernsehfilm)
- 1972: Das 109. Experiment (Fernsehfilm)
- 1972: Seegeschichten (Fernsehfilm)
- 1972: Die große Reise der Agathe Schweigert (Fernsehfilm)
- 1972: Polizeiruf 110: Minuten zu spät (Fernsehreihe)
- 1973: Polizeiruf 110: Alarm am See
- 1973: Reife Kirschen
- 1973: Die Hosen des Ritters von Bredow
- 1974: Der Sandener Kindesmordprozeß (Fernsehfilm)
- 1974: Polizeiruf 110: Der Tod des Professors
- 1974: Die Frauen der Wardins (Fernseh-Dreiteiler)
- 1975: Das unsichtbare Visier: Ein merkwürdiger Anschlag / Das Geheimnis der Masken (Fernsehfilm)
- 1975: Lotte in Weimar
- 1976: Requiem für Hans Grundig (Fernsehfilm)
- 1976: Sein letzter Fall (Fernsehfilm)
- 1976: Nelken in Aspik
- 1976: Beethoven – Tage aus einem Leben
- 1977: Wer reißt denn gleich vor’m Teufel aus
- 1978: Eine Handvoll Hoffnung
- 1978: Brandstellen
- 1978: Gefährliche Fahndung (Fernsehfilm)
- 1978: Fleur Lafontaine
- 1980: Levins Mühle
- 1981: Der Staatsanwalt hat das Wort: Das zweite Gesicht (Fernsehreihe)
- 1982: Hotel Polan und seine Gäste (Fernsehfilm)
- 1983: Martin Luther (Fernsehfilm)
- 1986: Rund um die Uhr: Der fliegende Holländer (Fernsehfilm)
- 1987: Sansibar oder Der letzte Grund (Fernsehfilm)
- 1987: Liane
- 1989: Vera – Der schwere Weg der Erkenntnis (Fernsehfilm)

## Theater (Auswahl)
Städtische Bühnen Erfurt
- 1962: Erwin Strittmatter: Die Holländerbraut (sowjetischer Kreiskommandant) – Regie: Walter Niklaus
- 1962: Viktor Rosow: Die ewig Lebenden (Stepan) – Regie: Walter Niklaus
- 1963: Johann Nestroy: Der böse Geist Lumpacivagabundus (Feenjüngling/Fassel, Oberknecht im Brauhaus) – Regie: Horst Ludwig
- 1963: Calderon de la Barca: Der Richter von Zalamea (Soldat) – Regie: Klaus Martin Boestel
- 1963: Gebrüder Grimm: Das tapfere Schneiderlein (Ehrentreu, ein Reiter) – Regie: Wolf-Dietrich Köllner